# Нарзес (персијски краљ)
Нарзес (такође Narses или Narseus; персијски: نرسه Narse) био је од 293. do 302. краљ над краљевима Персијског царства..
Нарзес, најмлађи син Шапура I, у почетку је био сасанидски поткраљ у Јерменији, док се на позив више племића није побунио 293. године против свог рођака краља Бахрама III., победио га у грађанском рату и исте године сам завладао. Ту своју победу Нарсех је документовао на једном натпису у близини Паикула
.
Нарзес је између 296. и 298. водио рат против Рима. Иако је Бахрам II склопио мир с царем Диоклецијаном, Римљани су ипак интервенисали у Јерменији што је подстакло Нарсеха да их нападне. Та прилика му је добродошла како би војном победом учврсто своју власт. 296. у бици код Калиника на реци Еуфрат победио је Диоклецијановог савладара Галерија, али је 297. или 298. поражен у бици код Сатале. Галеријеве трупе су у изненадном нападу чак заробиле Нарсехов харем. Нарзес је био присиљен да склопи мир.
Нарзес је према одредбама тога мировног уговора морао да уступи Римском царству западну Месопотамију и пет провинција у горњем делу западне обале реке Тигар (regiones transtigritanae). Морао је такође да призна врховну власт Рима над Јерменијом. Та подручја Сасаниди су повратили тек 363.
Чини се да је Нарзес одбацио строги култ заратустризам који је предводио Картир и ослабио његову уску повезаност са државом.